# Méthylcyclopentane
Le méthylcyclopentane est un composé chimique de formule C5H9CH3. Il se présente sous la forme d'un liquide incolore très volatil et très inflammable avec une légère odeur aromatique et qui forme des mélanges explosifs avec l'air. Il est insoluble dans l'eau mais est miscible avec l'acétone, l'éthanol, l'éther diéthylique et le benzène. Il est présent dans la fraction des cycloalcanes du pétrole, dont il est généralement extrait mélangé avec le cyclohexane. Il est utilisé comme solvant ainsi qu'en synthèse organique. Il est essentiellement converti en benzène par reformage catalytique lors de la production d'essence :

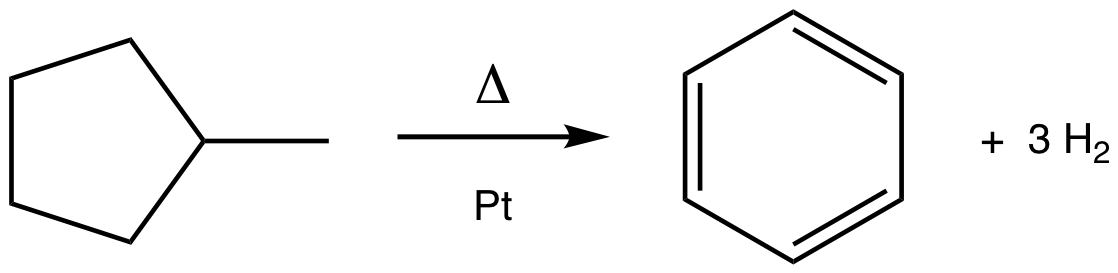
Reformage du méthylcyclopentane en benzène.

Le noyau en C6 n'est pas parfaitement plan afin de réduire la tension de cycle dans sa structure.